# كوزو إيزوكا
كوزو إيزوكا (اليابانية: 飯塚幸三، いいづかこうぞう  ؛ مواليد 1931 ) مهندس ياباني، أعلى المعهد الوطني للعلوم الصناعية المتقدمة والتكنولوجيا ، رئيس من الاتحاد الدولي للقياس، ورئيس برنامج علوم الحدود البشرية ، والرئيس التنفيذي لكوبوتا.
في عام 1931، ولد في ناكانو، طوكيو ، والتحق بالمدرسة الثانوية البلدية الرابعة (الآن مدرسة ثانوية بلدية توياما)، ومدرسة أوراوا الثانوية (القديمة)، وتخرج في كلية الدراسات العليا للهندسة بجامعة طوكيو  في عام 1972، حصل على درجة الدكتوراه في الهندسة (جامعة طوكيو).
في عام 2015، مُنح وسام الكنز المقدس.
في عام 2019، تسبب في حادث مروري في إكيبوكورو بطوكيو. استشهد في الحادث فتاة تبلغ من العمر 3 سنوات وأمها وأصيب تسعة آخرون. تسبب في حادث مميت، لكنه لم يعتقل. لذلك تعرض لانتقادات على الإنترنت.